# Saúde de Vincent van Gogh

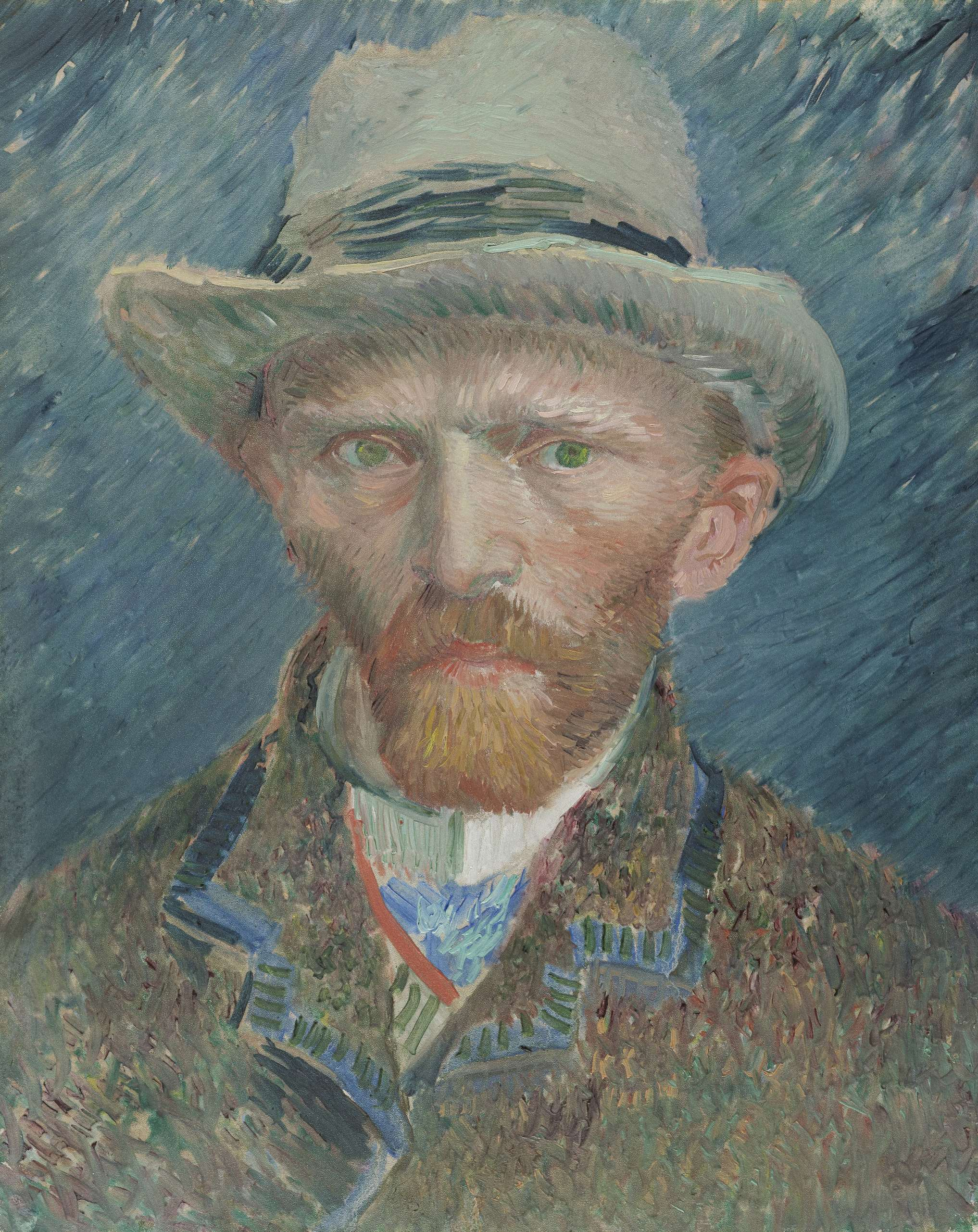
Inverno de 1886/87 (F 295) Óleo sobre papelão, 41 x 32 cm Rijksmuseum, Amsterdão

Não há consenso sobre o estado de saúde de Vincent van Gogh. A sua morte em 1890 é geralmente aceita como suicídio. Muitas hipóteses concorrentes foram levantadas quanto às possíveis condições médicas das quais ele pode ter sofrido. Estas incluem epilepsia, perturbação bipolar, tperturbação de personalidade borderline, insolação, porfiria aguda intermitente, envenenamento por chumbo, doença de Ménière, esquizofrenia, perturbação bipolar, perturbação esquizoafetiva, perturbação por uso de substâncias, autolesão não suicida e uma possível perturbação de ansiedade.

## Sintomas e características

Retrato do Doutor Félix Rey (F500, JH1659), óleo sobre tela 1889, Museu Pushkin. Rey não gostou do seu retrato e deu-o.

Vários sintomas são descritos nas cartas de van Gogh e outros documentos, como no registo do asilo em Saint-Rémy. Os sintomas incluem: má digestão e mau estômago, alucinações, pesadelos, episódios maníacos, episódios depressivos, estupor, distração, impotência, insónia e ansiedade.
Van Gogh sofreu algum tipo de convulsão ou crise, e num desses ataques, em 23 de dezembro de 1888, ele cortou uma parte, ou possivelmente toda, da sua orelha. Após esse ataque, ele foi internado num hospital em Arles, onde a sua condição foi diagnosticada como "mania aguda com delírio generalizado". O Dr. Félix Rey, um jovem interno do hospital, também sugeriu que possa ter havido "um tipo de epilepsia" envolvida, a que ele caracterizou como epilepsia mental. Esses ataques tornaram-se mais frequentes em 1890, os mais longos e graves duraram cerca de nove semanas de fevereiro a abril de 1890. Os ataques iniciais de confusão e inconsciência foram seguidos por períodos de estupor e incoerência durante os quais ele geralmente era incapaz de pintar, desenhar, ou mesmo de escrever cartas.
Uma das queixas mais frequentes nas cartas de van Gogh são os problemas que ele suportou com o estômago e má digestão. Van Gogh sofria de alucinações e até mesmo pesadelos. Ele sempre relatou que estava com febre. Em várias ocasiões, ele relatou surtos de insónia. Ele não conseguiu dormir por três semanas antes do diagnóstico de gonorréia em Haia (insónia e febre provavelmente devido a uma doença infecciosa). Às vezes, ele caía numa espécie de estupor. Van Gogh relatou a sua impotência a Theo, o seu irmão, no verão depois da sua chegada a Arles, e um mês depois, quando escreveu a Bernard, parecia que ainda o preocupava muito. Van Gogh mencionou suicídio várias vezes nas suas cartas no final da sua vida; no entanto, Naifeh e Smith observam que van Gogh era fundamentalmente contra o suicídio.

## Comportamento
Muitos analistas, como o psiquiatra americano Dietrich Blumer, concordam que uma das doenças do qual Vincent van Gogh sofria era a perturbação bipolar. Esta doença mental, se não for tratada, torna-se cada vez pior e mais recorrente. A perturbação bipolar é caracterizada por episódios maníacos e depressivos; episódios maníacos apresentam comportamento imprudente, euforia e impulsividade. Os episódios depressivos apresentam sintomas de depressão, raiva, indecisão, retraimento social e pensamentos recorrentes de morte ou suicídio. Muitos desses sintomas podem ser detetados na sua biografia e explicam muitas das suas ações.
Desde jovem, van Gogh cresceu com uma forte ligação com a pintura e a religião. Depois de trabalhar na concessionária de arte do seu tio na Holanda, ele mudou-se para outra concessionária em Londres, onde se apaixonou pela filha do seu senhorio, Eugenie Loyer. Depois que ela recusou o seu pedido de casamento, ele sofreu o seu primeiro colapso mental, o que o fez mudar toda a sua vida para se dedicar a Deus. Esse revés aos 20 anos certamente marcou um primeiro passo na espiral descendente da sua saúde, que o levaria ao suicídio em 1890. Um autor aponta que “havia um historial familiar de doença mental”,  e van Gogh exibia sintomas da perturbação bipolar, que é amplamente considerada como sendo geneticamente herdada. Agora um devoto oficial da Igreja de Cristo, van Gogh aspirava a se tornar um padre. O seu estilo de vida desordenado, no entanto, não lhe causou nada além de desrespeito e rejeição, como a rejeição de várias escolas de teologia em toda a Europa por volta de 1878. Relatos do seu comportamento imprudente e indeciso, mas impulsivo, apontam para a perturbação bipolar. Coisas como perseguir o trabalho de um vendedor de arte apenas para dizer aos seus clientes “para não comprarem essa arte sem valor” podem ser muito bem explicadas pela doença. Noções de indecisão e problemas de identidade podem ser vistas nos próximos anos. Van Gogh mudou muito devido à rejeição sexual nos próximos 10 anos. Ele mudou-se para Bruxelas em 1880 para se tornar um artista. Ele mudou-se para Haia porque a sua prima, Kate, o rejeitou. Ele mudou-se para Paris em 1886 devido à sua companheira, Clasina Maria Hoornik, que voltou a se prostituir e a abusar de álcool. Van Gogh encontrou abrigo no pequeno apartamento do seu irmão Theo, aparecendo na sua porta sem ser esperado. Em Paris, parecia que a pintura nivelou e acalmou as suas emoções.
Van Gogh entregava-se a um grau anormal de várias atividades que prejudicavam a sua saúde, como fumar constantemente, beber álcool e café em excesso e comer muito mal, chegando até mesmo a jejuar. A consequência natural de tudo isso foi desnutrição. Ele nunca ficava sem o seu cachimbo e o fumou mesmo no seu leito de morte, admitindo em várias ocasiões que fumava demais. Ele também frequentemente bebia álcool excessivamente; em particular, absinto.
Há algumas evidências sugerindo que van Gogh mordiscava as suas tintas, e o fato de comer tintas está possivelmente relacionada com a sua convulsão por volta do ano novo de 1890. Em janeiro de 1890, após de outra convulsão, Theo escreveu-lhe dizendo "se sabes que é perigoso para teres cores perto de ti, então porque é que não as deixas por um tempo e fazes desenhos?" O alarme de Theo diminuiu um pouco após ouvir de Vincent, e cinco dias depois ele explicou:
Na primeira carta [do Doutor Peyron] ele me deu a entender que era perigoso que continues a pintar, pois as cores eram um veneno para ti, mas ele foi um pouco longe demais, o que pode ter sido devido a ele ter confiado em rumores, já que ele próprio estava doente na época.

## Diagnósticos

### Epilepsia
A epilepsia tem sido um diagnóstico popular. O próprio Van Gogh pensou que poderia ter epilepsia e o seu médico, Dr. Félix Rey, do Old Hospital em Arles, fez o mesmo diagnóstico geral, que o Dr. Peyron em St Rémy. Um diagnóstico de epilepsia do lobo temporal foi originalmente apresentado em 1928 por Leroy e Doiteau e recebeu muito apoio. Arnold afirma que o padrão das crises de van Gogh, o seu tempo e duração, não se ajustam bem às crises parciais complexas associadas à epilepsia do lobo temporal. Além disso, parece que a condição de Vincent foi controlada pela administração de brometo, que é eficaz contra convulsões do grande mal, bem como intoxicação por absinto e porfiria, mas não para epilepsia do lobo temporal.

### Perturbação bipolar
Perry, em 1947, foi o primeiro a apresentar um caso sério para o diagnóstico de perturbação bipolar, ou "depressão maníaca". Isso combina com os períodos bem documentados de intensa atividade intercalada com períodos de exaustão e depressão. Sugeriu-se que van Gogh não fosse apenas bipolar, mas que as crises nos seus últimos dois anos foram provocadas pelo efeito adicional do envenenamento por tujona devido ao consumo de absinto. Arnold sugeriu que a associação entre a perturbação bipolar e a criatividade fosse popular, mas que pudesse ser espúria no caso de Van Gogh.

### Perturbação de personalidade borderline
Acredita-se que Van Gogh tenha sofrido de perturbação de personalidade limítrofe; ele "apresentava sintomas mais consistentes com uma perturbação limítrofe (personalidade): impulsividade, humor variável, comportamento autodestrutivo, medo do abandono, uma autoimagem desequilibrada, conflitos de autoridade e outros relacionamentos complicados". O psiquiatra holandês Erwin van Meekeren propôs no seu livro Starry Starry Night: Life and Psychiatric History of Vincent van Gogh, que a perturbação de personalidade limítrofe é a explicação mais provável para o comportamento de van Gogh. O Dr. John G. Gunderson, um especialista na perturbação de personalidade borderline, concordou que os "anseios de amor de van Gogh, as suas mudanças repentinas de humor (e mais particularmente as suas fúrias aparentemente imprevisíveis e injustificadas) e o seu padrão de atos impulsivos, incluindo abuso de substâncias, são todos componentes reconhecíveis desta patologia ... quer Van Gogh fosse limítrofe ou não, é uma provável explicação útil para a sua vida conturbada."

### Insolação
A possibilidade de Van Gogh ter sofrido alguma forma de insolação crónica foi fortemente defendida por Roch Gray. Vincent descreveu os efeitos do sol de Arles numa carta: "Oh! Que lindo sol de verão aqui. Ele bate na cabeça, e não tenho a menor dúvida de que isso deixe alguém louco. Mas, assim como no início, eu continuo a gostar." Um mês antes, ele havia mencionado os efeitos do sol numa carta para Theo:
Muito obrigado pela tua carta, que me deu grande prazer, chegando exatamente no momento em que eu ainda estava atordoado com o sol e o esforço de lutar com uma tela era bastante grande. 
Uma observação foi atribuída ao Dr. Gachet descrevendo um diagnóstico de "envenenamento por terebintina e os efeitos do sol muito intenso num cérebro nórdico", mas as tentativas de confirmar esta atribuição falharam.

### Doença de Ménière
A hipótese de que Vincent possa ter sofrido da doença — um distúrbio do equilíbrio do ouvido interno que é acompanhado por náuseas, vómitos, perda auditiva e vertigens — foi publicada pela primeira vez em 1979 por Yasuda. Essa ideia reapareceu em 1990 no Journal of the American Medical Association (JAMA). Arnold refuta a hipótese, afirmando que não há nenhum caso para Ménière, e que a lógica do artigo do JAMA foi falha por apresentar apenas epilepsia como um diagnóstico alternativo. O diagnóstico de Ménière baseia-se na interpretação dos problemas gastrointestinais de van Gogh como as náuseas e vómitos associados à doença. A sugestão do artigo do JAMA de que o corte da orelha de Vincent foi uma tentativa de cirurgia auto-realizada para aliviar o sintoma de zumbido, típico da doença de Ménière, foi considerada rebuscada.

### Envenenamento por chumbo
De acordo com uma tese de doutorado em 1991, van Gogh usou na sua técnica de impasto pigmentos de chumbo de forma abusiva e descuidada, e alguns meses depois sofreu os principais sintomas de envenenamento por chumbo (anemia, estomatite, dor abdominal, sinais de radial neuropatia, etc.) e outras características da encefalopatia saturnina em Arles com estados de delírio e prováveis crises epilépticas, que foram diagnosticadas na vida. Independentemente da personalidade pré-mórbida de Vincent (impulsivo e emocionalmente instável), essas crises com distúrbios de consciência ou sintomas psicóticos coincidiam com a sua prolífica atividade artística, e nunca no Norte; como diz o pintor holandês na uma carta (Carta 607). Outros pintores expostos a cores tóxicas sofreram envenenamento por chumbo. No entanto, esta tese só pôde ser confirmada por um exame forense dos ossos de Van Gogh, como os restos mortais de Caravaggio foram. Pesquisas químicas recentes sobre pigmentos de chumbo tóxicos usados imprudentemente por van Gogh reforçam o diagnóstico de saturnismo.

### Porfiria aguda intermitente
Arnold e Loftus propuseram o diagnóstico de porfiria aguda intermitente (muitas vezes referida simplesmente como "AIP"). Arnold sugere que a AIP foi exacerbada pela desnutrição e abuso de absinto. Ele cita dois casos de homens na casa dos 30 anos que demonstraram ter AIP e exibiram alguns sintomas semelhantes aos de van Gogh, incluindo depressão e alucinações num caso e convulsões parciais complexas no outro.
No entanto, Erickson e outros refutam esse diagnóstico argumentando que o sintoma-chave da descoloração da urina nunca foi observada e que o "mau estômago" de Van Gogh não corresponde à commumente experienciada "dor abdominal excruciante" associada à AIP.
Erickson e Arnold discordam quanto ao apoio oferecido pelo historial da família e, em particular, quanto ao estado de saúde do pai de Vincent: Arnold, baseando a sua opinião em Tralbaut, acredita que Teodoro não teve uma saúde muito boa durante a maior parte de sua vida, enquanto Erickson opta por vê-lo como um homem essencialmente ativo até uma morte relativamente súbita aos 63 anos. Arnold sugere que a vida tranquila e equilibrada de Teodoro significava que ele evitava vários fatores que precipitaram os sintomas e o progresso da doença nos seus filhos.
Em qualquer caso, o defeito hereditário desta doença rara não é confirmado nos descendentes de Theo. No entanto, o envenenamento por chumbo pode causar sintomas semelhantes aos da AIP, com crises também exacerbadas por desnutrição ou álcool.

### Esquizofrenia
Alguns autores diagnosticaram provisoriamente Van Gogh com esquizofrenia, principalmente devido às suas alucinações auditivas. Outros acham improvável, entretanto, pois a sua psicose era episódica, não crónica.

### Perturbação esquizoafetiva
Yasmeen Cooper e Mark Agius sugeriram que Van Gogh sofria de perturbação esquizoafetiva; do tipo bipolar, devido aos seus surtos psicóticos, maníacos e depressivos graves.

### Perturbação por uso de substâncias
Van Gogh foi sugerido como sendo um alcoólatra devido ao uso pesado de absinto. Van Gogh também era um grande usuário de tabaco.

### Perturbação de ansiedade
Van Gogh sofria de "acessos de ansiedade" e irritabilidade.

### Autolesão não suicida
Van Gogh tinha um historial de automutilação, mesmo antes de cortar a sua própria orelha em 1888.
A autolesão não suicida é uma perturbação mental proposta no Manual Diagnóstico e Estatístico de Perturbações Mentais 5.

### Outros diagnósticos
Especula-se que Vincent e Theo tiveram sífilis; na verdade, Vincent foi tratado para gonorreia em 1882 mas, de acordo com o atestado de óbito de Theo, a causa da morte foi uma "doença renal crónica", possivelmente, "pedras nos rins". Por outro lado, pesquisas psiquiátricas reconhecidas descartam que Vincent tivesse sofrido uma perturbação mental devido a sífilis. Além disso, supondo que ambos os irmãos contraíram sífilis nos bordéis de Paris (março de 1886 a fevereiro de 1888), é impossível que eles tenham desenvolvido tão rapidamente uma perturbação mental neurossifílica, que ocorre apenas 10 a 20 anos após a infecção. O Dr. Cavenaille diagnosticou o artista com "sífilis", de acordo com o seu neto, mas este diagnóstico não foi confirmado pelos médicos que cuidavam de Vincent no hospital (Dr. Urpar, Dr. Rey e Dr. Peyron) ou pelo Dr. Gachet em Auvers.
Uma doença complexa, especula-se adaptar-se a todos os seus sintomas, em conjunto com a intoxicação por absinto, apesar dos médicos que trataram Vincent, e que estavam familiarizados com os bebedores de absinto, não o diagnosticaram como sendo um deles. Hulsker também nega o vício de Vincent em absinto. Além disso, pesquisas recentes revelam que a tujona do licor é mais segura do que o álcool.
Foi postulado que van Gogh possa ter exibido uma forma de toxicidade por digoxina das plantas dedaleira usadas para tratar a sua epilepsia. O seu período amarelo ('visão amarela'), orelha ausente ('oto-toxicidade') e inclinação para pintar halos em torno de objetos de paisagem ('visão de halo') são frequentemente usados por estudantes de medicina como um mnemónica para lembrar as sequelas da toxicidade da digoxina. As especulações foram ainda mais alimentadas pelo retrato de Van Gogh do seu médico, Dr. Paul-Ferdinand Gachet (1890), no qual Gachet detém Digitalis purpurea mas, van Gogh não foi tratado com digitálicos, e o Dr. Arnold descarta a planta como causa de xantopsia (halos amarelos).